# 诺阿·达维希
诺阿·达维希（德語：Noah Darvich，2006年9月25日—）是一位德国足球运动员，現效力于德甲球队史特加，并代表德国青年国家足球队参加国际比赛，于场上司职攻击中场。

## 俱乐部生涯
达维希自幼在巴特克罗青根长大，最初在和睦弗莱堡体育之友开始踢球，并自2017年起进入弗赖堡体育俱乐部青训营。到2022-23赛季，他已经成为弗赖堡U-17梯队的主力射手和助攻手，并在时任主教练伯恩哈德·魏斯的麾下参加了德国17岁以下甲级联赛。2023年春季，达维希还得以代表俱乐部U-19梯队参加德国19岁以下甲级联赛的预赛。尽管只有16岁，但他已成长为同辈中最受追捧的德国球员之一。由于当季的优异表现，达维希获得了2023年弗里茨·瓦尔特奖的男子U17年龄组银奖，仅次于帕里斯·布伦纳。
2023年夏季，达维希升入弗赖堡二队，得以参加德丙联赛。但在8月初的第一轮比赛过后，他便以500万欧元的价格转投西班牙俱乐部巴塞罗那，后者为他提供了一份期至2026年6月30日届满的合同和10亿欧元的解约条款。在拉玛西亚，达维希是俱乐部身处第三级别联赛的B队（即巴塞罗那竞技）成员，同时也代表U-19梯队参加欧洲青年联赛。2023年10月11日，他被英国报刊《卫报》评选为2006年出生的世界最佳球员之一。

## 国家队生涯
达维希出生在德国。他的父亲则出生在法国，有伊拉克血统，母亲是法国人。2023年5月，达维希获克里斯蒂安·维克召入德国17岁以下国家足球队，并在同年6月于匈牙利举行的U-17欧洲足球锦标赛上担任队长。他是这届赛事的佼佼者之一，在多场比赛中发挥了决定性作用，帮助德国队在包括葡萄牙和卫冕冠军法国队在内的小组名列榜首。凭借两次助攻，达维希协助球队以5-3击败柏林进入决赛，并在决赛中通过点球大战以5-4战胜法国，夺得欧洲冠军。这位年轻的中场球员在5场比赛中贡献了4次助攻和2个进球。
2023年12月2日，达维希又随德国U-17在印度尼西亚举行的2023年U-17世界杯决赛中再次通过点球大战击败法国，夺得世界冠军。他这届赛事中共射入2球，其中1球是在决赛中打进。

## 比赛风格
达维希在业内被视为一名富有创造力且技术出众的球员，拥有良好的速度、盘带和传球能力。他在场上主要司职攻击中场，但也可胜任后腰或边锋。从足球生涯的早期阶段开始，达维希便因其技术素质和战术适应性而广受赞誉。为此，巴塞罗那在其合同中加入了巨额解约条款。

## 荣誉
德国U-17
- 欧洲U-17足球锦标赛：2023年[21]
- 国际足联U-17世界杯：2023年[22]

个人
- 欧洲U-17足球锦标赛最佳阵容：2023年[23]
- 弗里茨·瓦尔特奖：2023年（男子U17组银奖）[8]